# Tyler-Kent-Affäre
Die Tyler-Kent-Affäre, auch Kent-Wolkoff-Affäre oder Kent-Fall, war ein mit größter Geheimhaltung behandelter Spionagevorgang in Großbritannien während der Zeit des Sitzkrieges 1939/40, rund zwei Jahre vor dem Eintritt der Vereinigten Staaten in den Zweiten Weltkrieg.
Die Affäre wurde durch den Mitarbeiter der US-Botschaft in London Tyler Kent ausgelöst, der die Telegramme des damaligen britischen Marineministers Winston Churchill an den US-Präsidenten Franklin D. Roosevelt ab Oktober 1939 zu verschlüsseln hatte. Dadurch und nach Einblick in weitere Papiere kam er zu der Überzeugung, Roosevelt habe der Tatsache Vorschub geleistet, dass Paris und Warschau im Kriegsfall verfassungswidrige Versicherungen in Bezug auf eine amerikanische Unterstützung gegeben wurden.
Die durch Kent verbotenerweise erworbenen Papiere, darunter eine geheime Versicherung an Frankreich, falls die deutsche Wehrmacht angreifen würde, belegten, dass Roosevelt bereit war, unter Umgehung der Neutralitätsgesetze die alliierten Kriegsparteien in Europa mit Waffen zu beliefern. Kent befürchtete weiter, dass die US-Regierung gegen NS-Deutschland in den Krieg eintreten würde.

## Ablauf
Der US-amerikanische Staatsbürger Tyler Kent war seit 1934 im Foreign Service tätig und seit Oktober 1939 an der Botschaft in London angestellt, wo er als Chiffrierer tätig war und dadurch Zugriff auf geheime Korrespondenz hatte. Er begann, heimlich Kopien der Dokumente anzufertigen und bewahrte sie in seinem Appartement in einem Koffer auf. Anfang 1940 lernte er die russische Exilaristokratin Anna Wolkoff kennen, deren Familie in South Kensington einen Russian Tea Room betrieb, in dem sich die Mitglieder des Right Club, einer hochgradig antisemitischen Vereinigung britischer Kriegsgegner, regelmäßig trafen. Wolkoffs Vater war zaristischer Marineattaché in London gewesen, ihre Mutter eine Kammerdame der letzten russischen Kaiserin Alix von Hessen-Darmstadt.
Etwa im März 1940 wurde Kent dem Gründer des Right Club, Archibald Maule Ramsay (ein Parlamentsmitglied der Scottish Unionist Party), von Wolkoff vorgestellt. Am 13. April 1940 gab er die Kopien des Schriftverkehrs zwischen Roosevelt und Churchill (damals noch First Lord of the Admiralty in der Kriegsregierung Chamberlain) an Ramsay weiter. Alle drei teilten die Ansicht, dass es sich bei dem Krieg um eine jüdische Verschwörung handele. (Kent war zuvor längere Zeit an der Botschaft in Moskau als Angestellter tätig gewesen und war ein Bewunderer des „alten Russland“). Ramsay beabsichtigte, den noch amtierenden Premierminister Neville Chamberlain von der von ihm als nachteilig für sein Land betrachteten Korrespondenz Churchills mit Roosevelt in Kenntnis zu setzen, wozu es jedoch vor Churchills Amtsantritt am 10. Mai 1940 nicht mehr kam.

### Zugriff des MI5
Wolkoff, die dem Right-Club-Mitglied Joan Miller (1918–1984) vertraute, bat diese, einen chiffrierten Brief über die rumänische Diplomatenpost an den in Berlin weilenden Faschisten William Joyce (besser bekannt als Lord Haw-Haw) weiterzugeben. Miller war allerdings als Agentin vom Leiter der Abteilung B5b (Überwachung politischer Subversion) des MI5, Maxwell Knight, eingesetzt worden. Sie zeigte diesen Brief Knight, der über den Vizechef der Abteilung B5b Guy Liddell (später von Churchill zum Direktor der Abteilung B des MI5 ernannt) den US-Botschafter in London Joseph P. Kennedy informierte. Kennedy hob daraufhin Kents diplomatische Immunität auf.
Am 20. Mai 1940 durchsuchten Mitarbeiter des MI5 Kents Haus und beschlagnahmten 1929 als geheim klassifizierte Dokumente, darunter Duplikate der Codierungsschlüssel der Botschaft. Dabei fiel ihnen auch das später als Ramsay’s Red Book bekannte Verzeichnis der Mitglieder und Freunde des Right Club in die Hände, welches Ramsay, der daraufhin unter Defence Regulation 18B bis zum September 1944 interniert wurde, zur Sicherheit (im Vertrauen auf den diplomatischen Status von Kent) dort deponiert hatte.

### Prozess und Urteil
Wegen Verstoßes gegen den britischen Official Secrets Act von 1920 wurden Wolkoff und Kent verhaftet und am 7. November 1940 in einem In-Camera-Verfahren vor dem Londoner Crown Court zu zehn bzw. sieben Jahren Haft verurteilt. Von den Verfahren wurden der Öffentlichkeit lediglich die Urteile bekannt. 1941 strebte Kent ein Berufungsverfahren an.
Nach dem 6. Zusatzartikel zur Verfassung der Vereinigten Staaten sind Geheimprozesse unzulässig, weshalb der Kent-Fall Unruhe im US-Kongress erzeugte und sich das US-Außenministerium zu einer Stellungnahme genötigt sah. Am 2. September 1944 stellte es Kent als deutschen Spion dar, der Wolkoff die Papiere weitergereicht habe, um sie nach Deutschland zu liefern. Allerdings lag dem Ministerium dabei die Abschrift des britischen Urteils vor, welches feststellte, dass Kent kein Wissen über Wolkoffs Absichten bezüglich Deutschland hatte.

## Folgen und Bedeutung
Die Affäre leitete in Großbritannien eine Reihe von Maßnahmen zur stärkeren Überwachung und nötigenfalls Festsetzung politischer Gegner ein. So wurde auch ein Vorgehen gegen Parlamentarier wie den Führer der British Union of Fascists, Oswald Mosley, und Archibald Ramsay ermöglicht. Etwa 1000 Personen wurden bis zum Jahresende 1940 in Großbritannien unter Defence Regulation 18B 1 (a) in Gewahrsam genommen.
Kent wurde 1945 den US-Behörden übergeben. Das State Department entschied, ihn nicht als deutschen Spion anzuklagen. Anna Wolkoff starb 1969 (oder 1973) durch einen Autounfall in Spanien.
Joseph Kennedy wurde einen Tag vor Beginn des Tyler-Kent-Prozesses und drei Wochen vor der Präsidentschaftswahl 1940 als Botschafter aus London abberufen. Er barg für Roosevelt die Gefahr, dass er als „Friedensretter“ selbst kandidieren und dessen  Absprachen mit einer kriegführenden Partei offenlegen könnte. Am Tag seiner Rückkunft nötigte ihn Roosevelt, der ihm ein Presseverbot auferlegt hatte, bei einem Abendessen zusammen mit James F. Byrnes zum Schweigen und Kennedy befürwortete am Folgetag in einer Rundfunkansprache Roosevelts Kandidatur.
Die 1972 als Folge der Watergate-Affäre geübte Offenheit führte auch im Kent-Fall zur Veröffentlichung von Dokumenten. Sie bestätigten eine Zusammenarbeit Roosevelts mit den Briten unter anderem in Marinefragen. In „Telegramm 2727“ vom 25. Dezember 1939 informierte Churchill danach den Präsidenten, dass Großbritannien deutsche Schiffe in der 3-Meilen-Zone der USA aufbringen würde, jedoch unauffällig und außerhalb der Küstensicht. Am 28. Februar 1940 wies er darauf hin, dass auch US-Post auf amerikanischen und neutralen Schiffen zensiert werden würde. Das Bekanntwerden dieser Eingriffe in die Souveränität hätte zu einer Zeit, in der der Isolationismus in den USA auf dem Höhepunkt war, einen Skandal ausgelöst.

## Aufhebung der Geheimhaltung
Die US-amerikanischen und britischen Dokumente über den Fall wurden im August 1989, im Jahr nach Kents Tod, endgültig freigegeben. Zuvor war die Öffentlichkeit 1981 durch Auszüge aus Joan Millers später posthum veröffentlichtem autobiographischen Buch One Girl’s War wieder an die Affäre erinnert worden, was zu einer zwischenzeitlichen erneuten Sperre geführt hatte.